# Pulu
Pour les articles homonymes, voir Pulu (homonymie).
Pulu (en népalais : पुलू) est un comité de développement villageois du Népal situé dans le district de Mugu. Au recensement de 2011, il comptait 1 095 habitants.